# Malaitawaaierstaart
De malaitawaaierstaart (Rhipidura malaitae) is een zangvogel uit de familie Rhipiduridae (waaierstaarten). Het is een kwetsbare, endemische vogelsoort op de Salomonseilanden.

## Kenmerken
De vogel is 16 cm lang. Het is een bijna geheel bruin gekleurde waaierstaart. Van boven is de vogel bleek, roestbruin, de vleugels zijn dof zwart. De borst en buik zijn licht roodbruin. Het oog is roodbruin. De snavel is blauwgrijs en de poten zijn zwart.

## Verspreiding en leefgebied
De vogel komt alleen voor in het bergland van het eiland Malaita (Salomonseilanden). In de jaren 1930 werd de vogel waargenomen tussen de 600 en 1200 m boven zeeniveau. Waarnemingen in de jaren 1990 werden voornamelijk gedaan boven de 1100 m in gemengd montaan tropisch bos.

## Status
De malaitawaaierstaart heeft een beperkt verspreidingsgebied en daardoor is de kans op uitsterven aanwezig. De grootte van de populatie werd in 2016 door BirdLife International geschat op 350 tot 1500 individuen. De vogel is zeldzaam, maar het is niet bekend of het aantal afneemt, omdat de soort alleen voorkomt in slecht toegankelijk gebied. Potentiële bedreigingen zijn door invasieve dieren geïmporteerde vogelziekten. Daarom staat deze soort als kwetsbaar op de Rode Lijst van de IUCN.